# Kārlis Skalbe
Kārlis Skalbe (Vecpiebalga, 1879. november 7. – Stockholm, 1945. április 14.) lett író, költő. Az irodalmi mesének mint műfajnak a megteremtője a lett nyelvű irodalomban.

## Élete
Kārlis Skalbe egy falusi kovács 10. gyermekeként látta meg a napvilágot. Édesapját korán, 8 évesen, elvesztette. Elemi iskolai tanulmányait a Vecpiebalgai egyházi iskolában végezte. 1901-től Ergliben mint falusi tanító tevékenykedett. Tanítóskodása idején „Vidzeme trubadúrjai” néven titkos romantikus kört hozott létre, és különféle proklamációkat készített. Az 1905-ős forradalom idején forradalmi folyóiratot alapított és szerkesztett „Kāvi” („Északi fény”) címen. A forradalom leverése után Finnországon keresztül Svájcba menekült, majd Norvégiába költözött. 1909-ben tért vissza Lettországba. 1911-ben a korábban szerkesztett folyóirat miatt letartóztatták, és csak 1913-ban szabadult.
Az első világháború idején több újság haditudósítójaként dolgozott Varsóban. 1916-ban önkéntesként csatlakozott a lett lövészekhez. 1918-ban az Ideiglenes Nemzeti tanács, később Lettország Nemzeti Tanácsának tagja lett. 1920 és 1922 között az Alkotmányozó Nemzetgyűlés tagja volt, majd két cikluson át a Saeima (lett parlament) képviselője. 1928 és 1944 között különböző irodalmi folyóiratok szerkesztője, főszerkesztője volt. 1944-ben a Vörös Hadsereg elől Svédországban menekül itt, Stockholmban, érte 1945-ben a halál.
1992-ben maradványait hazaszállították, és szülőfalujában temették újra.

## Irodalmi munkássága
Fiatalon zavaros ideológiájú folyóiratot szerkesztett és a forradalmi eszmék híve volt. Első nyomtatásban megjelent verse: „Sapnis” („Álom”, 1896). első verseskötete „Cietumnieka sapni” („A rab álmai”, 1902) de az 1912-ben megjelent „Sapni un teikas” („Álmok és mondák”) kötete, már címében is jelzik, hogy egy romantikus költő az alkotójuk.
Európai emigrációja alatt eltávolodott a baloldali eszméktől. Jelentős hatással volt művészetére haditudósítói működése és az, hogy belépett a lett lövészek közzé. Ezt követően költészete az ember felé fordult. A harc feladásáról a természet és az ember harmóniájáról szóltak versei.
Az első Lett Köztársaság idején mérsékelten nacionalista folyóiratok „Jaunakas Zinas” (Újabb hírek), „Piesaule” (Napfényes hely) szerkesztőségeiben dolgozott. Az utóbbinak 1928 és 1935 között felelős szerkesztője.
A lett prózában egy új műfajt vezetett be, az irodalmi mesét. Első meséje „Kā es braucu Ziemeļmeitas lūkoties” (Hogyan utaztam Észak lányának látására) 1905-ben jelent meg. Az utolsó a „Garā pupa” (Hosszú szárú bab) 1937-ben Összesen 72 mesét írt. Ezeknek felét, 36-ot Árvay János fordításában adta ki 1966-ban az Európa Kiadó .

## Művei

### Költői művei
- Pie jūras (A tengernél, 1898)
- Cietumnieka sapņi (A rab álmai, 1902)
- Kad ābeles zied (Amikor az almafák virágzanak, 1904)
- Zemes dūmos (A föld füstben, 1906)
- Veļu laikā (Guruló időben, 1907)
- Emigranta dziesmas (Emigráns éneke, 1909)
- Sirds un saule (Szív és nap, 1911)
- Sapņi un teikas (Álmok és mondák, 1912)
- Daugavas viļņi (Daugava hullámai, 1918)
- Pēclaikā (Félidőben, 1923)
- Vakara ugunis (Esti fények, 1927)
- Zāles dvaša (A fű lélegzete, 1931)
- Klusuma meldijas (A csönd melódiái, 1941)

### Mesék
- Kā es braucu Ziemeļmeitas lūkoties (Hogyan utaztam Észak leányának látására, 1904)
- Ezerieša meita (Ezerniek leánya, 1907)
- Pazemīgās dvēseles (Alázatos lelkek, 1911)
- Ziemas pasakas (Téli mese, 1913)
- Pasaka par vecāko dēlu un citas pasakas (Mese az idősebb testvérről és más mesék, 1924)
- Muļķa laime (Vakszerencse, 1932)
- Garā pupa (A hosszú szárú bab, 1937)
- Pasaka par zelta ābeli (Mese a zöld almáról)
- Kaķīša dzirnavas (A Molnár-macska)

### Magyar fordítások
- Az északi tündér. Mesék; oroszból ford. Árvay János, utószó Pór Judit; Európa, Bp., 1966
- A lett irodalom kistükre, Fordította: Árvay János, Budapest: Európa Könyvkiadó, 259-281. o.. ISBN 963-07-0933-3 (1977)